# Gregorio Rojo
Gregorio Rojo Sagredo (ur. 3 maja 1920 w Villalomez, zm. 8 maja [2006] w Barcelonie) – hiszpański lekkoatleta, długodystansowiec.

## Lata młodości i początki kariery
Rojo urodził się 3 maja 1920 w małej wiosce Villalomez w rolniczej rodzinie. Jego kariera sportowa rozpoczęła się podczas odbywania służby wojskowej w Barcelonie w 1939 roku (przynależał do Aquarterament d´Artilleria 44 de Sant Andreu), gdy zobaczył grupkę żołnierzy w trakcie ćwiczeń. Jeden z sierżantów dostrzegł u niego talent lekkoatletyczny i zalecił mu zapisanie się do klubu RCD Espanyol.

## Kariera

### Zawody międzynarodowe
W 1948 wystartował na igrzyskach olimpijskich, na których wystąpił w biegu na 5000 i 10 000 m. Na krótszym dystansie odpadł w eliminacjach, zajmując 6. miejsce w swoim biegu eliminacyjnym z czasem 15:19,0 s, natomiast na dłuższym nie został sklasyfikowany w biegu finałowym. Jest także sześciokrotnym zwycięzcą memoriału Jeana Bouina z lat 1941, 1943–1945, 1948 i 1952. Na mistrzostwach świata w biegach przełajowych startował dwukrotnie: w 1949 był 30., a w 1952 zajął 46. miejsce.

### Mistrzostwa kraju
W 1942 został mistrzem Hiszpanii na 10 000 m z czasem 35:00,6 s. Jest również trzykrotnym mistrzem kraju w biegu na 5000 m z 1943 (czas 15:43,2 s), 1945 (czas 15:59,2 s) i 1948 (czas 15:07,2 s). W 1942 został wicemistrzem Hiszpanii w biegach przełajowych z czasem 39:35,0 s oraz mistrzem Katalonii w tej samej konkurencji z czasem 36:53,8 s. W 1943 ponownie był drugi na mistrzostwach kraju w biegach przełajowych, tym razem uzyskując czas 42:16,8 s oraz zdobył tytuł mistrza Katalonii w tej konkurencji z czasem 33:47,0 s.

### Rekordy kraju
Pięciokrotnie ustanawiał rekordy Katalonii na różnych dystansach. Dwukrotnie na 2000 m: 10 maja 1945 na Estadi Olímpic Lluís Companys z czasem 5:40,8 s i 18 czerwca 1949 w tym samym miejscu z czasem 5:37,6 s, jednokrotnie na 5000 m: 23 maja 1942 na Estadi Olímpic Lluís Companys z czasem 14:53,6 s i dwukrotnie na 10 000 m: 18 kwietnia 1943 na Estadi Olímpic Lluís Companys z czasem 31:36,8 s i 15 maja 1947 w tym samym miejscu z czasem 31:32,6 s. Wszystkie te wyniki były również rekordami Hiszpanii.

### Przynależność klubowa
W latach 1940–1945 reprezentował RCD Espanyol, a od 1946 do zakończenia kariery w 1957 był zawodnikiem FC Barcelona.

## Losy po zakończeniu kariery
Po zakończeniu kariery zawodniczej został trenerem, pełniąc m.in. funkcję trenera hiszpańskiej kadry w biegach przełajowych (1959-1974), czy dyrektora technicznego sekcji lekkoatletycznej FC Barcelona. W latach 1995 i 1998 otrzymywał nagrodę trenera roku w Hiszpanii. Jego podopiecznymi byli m.in. Francisco Aritmendi, Vicente Egido, José Manuel Abascal, Reyes Estévez, Martín Fiz i Teófilo Benito. Karierę trenerską zakończył w 2001.

## Śmierć i pogrzeb
Rojo zmarł 8 maja 2006 w Barcelonie z powodu chorób układu krążenia. Jego pogrzeb odbył się 10 maja 2006 w tym samym mieście.

## Życie prywatne
Był żonaty z Roser Cutié.